# Andrew Bruce Holmes
Andrew Bruce Holmes (né le 5 septembre 1943) est un chimiste australien et britannique, professeur au Bio21 Institute de Melbourne et ancien président de l'Académie des sciences australienne. Ses sujets de recherche portent sur la synthèse de produits naturels biologiquement actifs (des matériaux thérapeutiques aux nouvelles sondes biotechnologiques) et des polymères optoélectroniques (avec des applications aux écrans flexibles électroluminescents et aux cellules solaires organiques).

## Éducation
Il fait ses études à l'université de Melbourne en Australie. Voyageant au Royaume-Uni grâce à une bourse scientifique Shell Overseas, il effectue son travail de doctorat au University College de Londres sous la direction de Franz Sondheimer.

## Carrière et recherche
En tant que chercheur postdoctoral, Holmes travaille sur la synthèse totale de la vitamine B12 avec Albert Eschenmoser. En 1972, il est nommé démonstrateur à l'université de Cambridge où il reste pendant 32 ans, finalement en tant que professeur de chimie organique et des polymères et directeur du laboratoire Melville pour la synthèse des polymères. Il supervise la fondation et la première décennie d'existence du laboratoire Melville.
Les premiers travaux de Holmes à Cambridge élargissent son intérêt pour les nouvelles techniques de synthèse de petites molécules biologiquement actives et pratiques, notamment les produits naturels (tels que les alcaloïdes) et les peptidomimétiques. En 1989, lors de la caractérisation systématique d'un polymère conducteur nouvellement synthétisé, Chloe Jennings travaillant dans le groupe de recherche de Holmes observe que le polymère émet de la lumière lorsqu'un courant le traverse. Une période de recherche intensive dans le groupe de Holmes et dans d'autres groupes de chimie des polymères conduit à la découverte de polymères électroluminescents de couleurs différentes qui couvrent le spectre des couleurs visibles. Une collaboration ultérieure avec le physicien Richard Henry Friend et ses collègues du laboratoire Cavendish de Cambridge révèle le potentiel de ces polymères conjugués pour des applications telles que les LED organiques et les écrans enroulables. Friend et Holmes fondent ensemble une entreprise, Cambridge Display Technology, pour l'exploitation commerciale de ces matériaux, une des premières réussites de Silicon Fen.
En 2004, Holmes retourne dans son Australie natale grâce à une bourse de la Fédération, pour diriger un groupe à l'institut Bio21 nouvellement créé. Il poursuit l'application des polymères photovoltaïques à l'énergie solaire et joue un rôle déterminant dans la formation du Victorian Organic Solar Cell Consortium. Il continue également à développer de nouvelles synthèses de nouveaux matériaux biologiquement utiles. Un exemple est la synthèse par son groupe de phosphoinositides, des phospholipides amphiphiles situés dans la membrane cellulaire, que des collaborateurs de l'Institut Ludwig pour la recherche sur le cancer utilisent pour sonder la dynamique de la transduction du signal (la signalisation intercellulaire étant une composante importante de nombreux aspects de la biologie cellulaire, notamment celle des tumeurs).
Holmes siège aux comités de rédaction ou consultatifs de nombreuses revues scientifiques savantes, notamment Organic Letters, Chemical Communications et Angewandte Chemie. En 2006, son article de 1998 sur les polymères électroluminescents est l'article le plus cité des 120 ans d'histoire d'Angewandte Chemie,. En août 2012, il est l'auteur de plus de 490 articles scientifiques et de 52 demandes de brevet. En 2014, il est nommé président de l'Académie des sciences australienne .

## Prix et distinctions
Holmes est élu membre de la Royal Society (FRS) en 2000, et membre de l'Académie des sciences australienne en 2006. En 2003, il reçoit le prix Descartes et en 2012 la médaille royale de la Royal Society. À partir de 2014, il est président de l'Académie des sciences australienne. En 2011, il reçoit le prix John B. Goodenough de la Royal Society of Chemistry.
En 2004, il est nommé membre de l'Ordre d'Australie « pour ses services à la science par la recherche et le développement, en particulier dans les domaines de la synthèse organique et de la chimie des polymères » et en 2017 est nommé compagnon de l'Ordre d'Australie pour ses services éminents à la science grâce à des développements dans le domaine de la chimie organique et des polymères en tant que chercheur, éditeur et universitaire, et à travers la gouvernance d'organisations scientifiques de premier plan reconnues au niveau national. Il reçoit la médaille et conférence Matthew Flinders 2021.

## Vie privée
Holmes est un passionné de randonnée et de musique classique, du baroque à l'opéra romantique. Pendant son séjour à Cambridge, il est membre et bénévole régulier de l'Église réformée unie de St Columba. Il vit[Quand ?] à Melbourne et Lorne, Victoria avec sa femme Jennifer.[réf. nécessaire]